# ویچر ۳: وایلد هانت – قلب‌های سنگی
ویچر ۳: وایلد هانت – قلب‌های سنگی (به انگلیسی: The Witcher 3: Wild Hunt - Hearts of Stone) اولین بسته الحاقی برای بازی ویدیویی ویچر ۳: وایلد هانت است. این بسته گسترش دهنده توسط سی‌دی پروجکت ساخته و برای مایکروسافت ویندوز، پلی استیشن ۴ و ایکس باکس وان در تاریخ ۱۳ اکتبر ۲۰۱۵ منتشر شد. داستان از آن جایی شروع می‌شود که گرالت از ریویا از طرف شخصی مرموز معروف به گاونتر اودیم یک تماس دریافت می‌کند. داستان اقتباسی از داستانهای لهستانی پان تفاردوفسکی است.

## داستان
گرالت از طرف یک نجیب‌زاده به نام اولگیرد فون اورک (Olgierd von Everec) قراردادی را می‌بندد تا یک هیولای غول پیکز وزغ شکل را فاضلاب‌های اکسنفورت از بین ببرد و در ازای آن پاداش دریافت کند. (در دنیای داستانی بازی ویچرها از طریق شکار هیولاها درآمد کسب می‌کنند) گرالت در مسیر شکار هیولا، با شانی (Shani)، دختر پزشک و یکی از آشنایان قدیمی اش، روبرو می‌شود. پس از آن گرالت هیولای وزغ را می‌کشد، اما متوجه می‌شود که در واقع هیولا یک شاهزاده نفرین شده اوفیری است. نگهبانان شاهزاده، گرالت را به قصد اعدام دستگیر می‌کنند. گرانت در حالی که منتظر اعدامش در مسیر بود، گاونتر اودیم مرموز به او نزدیک می‌شود. او به فرار گرالت کمک می‌کند، اما در عوض، گرالت باید به اودیم کمک کند که بدهی خود را از فون اورک، که گرالت را برای شکار وزغ فرستاده بود، بازپس بگیرد. اودیم گرالت را راضی می‌زند و به او می‌گوید که طبق قراردادش با فون اورک، باید سه خواسته فون اورک را برآورده کند. اودیم ناپدید می‌شود و طوفانی شدید قایق را به تصادف می‌اندازد. گرالت در حالی که توسط نگهبانان شاهزاده دستبند زده و به عنوان اسیر گرفته شده بود، موفق به فرار شد. گرالت پیش فون اورک می‌رود و متوجه می‌شود که فون اورک به قیمت احساساتش جاودانگی که دست آورده، یک «قلب سنگ» دریافت کرده‌است. (در واقع او با اودیم قرارداد بسته تا جاودانه بماند و قلب سنگی باعث عدم مرگ او می‌شود). او اعتراف کرد که از زمانی که قرار بود با عشق واقعی خود، آیریس ازدواج کند، به شاهزاده Ofieri نفرین کرد و برای اینکه با او باشد، آرزوی جاودانگی می‌کند.
وی سپس سه خواسته خود را به گرالت می‌گوید: یک شب سرگرم کردن برادرش ولدیمیر ، انتقام گرفتن از خانواده بورسودی با بدست آوردن خانه ماکسیمیلیان بورسودی و بدست آوردن گل رز بنفشه ای که به آیریس داده بود. اودیم به گرالت می‌گوید که سه کار غیرممکن است، زیرا سند خانه ماکسیمیلیان بورسودی در یک طاق کاملاً امن نگهداری می‌شود و ولدیمیر و آیریس سال هاست که درگذشته اند، اما با وجود این، او موافقت می‌کند تا به گرالت کمک کند.
گرالت با کمک اودیم اجازه می‌دهد روح ولدیمیر یک شب بدن او را در اختیار داشته باشد، به او اجازه می‌دهد در یک مهمانی عروسی شرکت کند و آرزوی ولدیمیر را برآورده کند. اودیم وقتی کار را تمام کرد و آرزو را برآورد کرد، ولدیمیر را بدرقه کرد چون از بدن گرالت جدا نمی‌شد، (او جادوگر قدرتمندی نیز است)
گرالت سپس برای دزدیدن سند خانه ماکسیمیلیان بورسودی از طاق خانه شرکت می‌کند و دریافت که در آن وصیت نامه ای وجود دارد که کل ثروت بورسودی را به خیریه اعطا می‌کند، پس از طی چندین مرحله، انتقام و آرزوی دوم فون اورک را برآورده می‌کند.
در آخرین آرزو، گرالت برای بدست آوردن گل سرخ آریس، از دو موجود شیطانی که شبیه گربه و سگ هستند کمک می‌کند تا به قلمرو ماوراالطبیعی که نشان دهنده گذشته فون اورک و آیریس است، دسترسی پیدا کند. در آنجا، او می‌فهمد که به دلیل «قلب سنگ» فون اورک، او نمی‌تواند عاشق واقعی آیریس باشد، و معشوقه اش فراموش شده و ناراضی درگذشت. گرالت، بر اساس انتخاب بازیکن، می‌تواند گل سرخ را از روح آیریس بدست آورد تا او را از «سنجاق شدن» در جهان خلاص کند یا اجازه دهد گل رز برای او باقی بماند. در هر صورت گرالت آخرین آرزوی فون اورک را برآورده می‌کند و به ملاقات با او می‌رود. در طول راه، او می‌فهمد که اودیم در واقع یک موجود شرور باستانی است که مردم را فریب می‌دهد تا در ازای امضای یک قراردا و دریافت آرزوهایی، روح خود را معامله کنند که عواطف جانبی مضر دارذ. هنگامی که گرالت با فون اورک ملاقات می‌کند، این سه آرزو برآورده می‌شود و اودیم می‌آید تا روح فون اورک را جمع کند. (در اینجا اودیم او را گول‌می‌زند)
در این مرحله، گرالت این گزینه را دارد که به اودیم اجازه دهد روح فون اورک را بگیرد یا برای نجات فون اورک مداخله کند. اگر گرالت کاری انجام ندهد، اودیم فون اورک را می‌کشد، روح او را می‌گیرد و با یک آرزو به گرالت پاداش می‌دهد. اگر گرالت دخالت کند، او اودیم را با به چالش کشیدن روح خود برای نجات فون اورک به چالش می‌کشد. پس از آنکه گرالت معمای اودیم را حل کرد، اودیم مجبور می‌شود هر دو گرالت و فون اورت را از عهد و پیمان خود آزاد کند. فون اورک، که اکنون دوباره فانی است (یعنی روزی خواهد مرد)، احساسات خود را بازیافته و بلافاصله از اعمال و اشتباهات گذشته خود پشیمان می‌شود. او به گرالت شمشیر خانوادگی خود را می‌دهد و قول می‌دهد زندگی جدیدی را آزاد از کنترل اودیم آغاز کند.

## انتشار
در ۷ آوریل ۲۰۱۵، سی‌دی پروجکت دو بسته الحاقی برای ویچر ۳: وایلد هانت معرفی کرد. اولین نسخه قلب‌های سنگی نام داشت و دیگری خون و شراب که در ۱۳ اکتبر ۲۰۱۵ منتشر شد.

## بازتاب
| گردآورنده | امتیاز                                |
| --------- | ------------------------------------- |
| متاکریتیک | (PC) 89/100 (PS4) 90/100 (XBO) 90/100 |

قلب‌های سنگی با توجه به وب سایت متاکریتیک، در هر سه سیستم عامل نظر بسیار مثبت منتقدان را دریافت کرد. این بازی از نظر منتقدان در آی‌جی‌ان و گیم‌اسپات امتیاز ۱۰/۱۰ را کسب کرد.